# Уборть (река)
Уборть (укр. Уборть, бел. Убарць) — правый приток Припяти. Протекает в Беларуси и Украине. Длина реки — 292 км, площадь водосборного бассейна — 5820 км². Общее падение реки — 96,3 м. Средний уклон водной поверхности — 0,3 %. Среднегодовой расход воды в районе устья 24,4 м³/с.
Начинается на высоте около 207,2 м над уровнем моря возле села Андреевичи в Звягельском районе Житомирской области Украины, течёт по Коростенскому району Житомирской области, Лельчицкому району Гомельской области Беларуси и впадает в реку Припять на высоте около 120 м над уровнем моря возле деревни Мойсеевичи в Петриковском районе Гомельской области.
На территории Беларуси Уборть имеет длину — 126 км и площадь водосбора — 1910 км².
Половодье начинается обычно в первой половине марта (наибольшая высота над межевым уровнем 4 м, средняя 1,8—2,7 м), заканчивается в середине мая. Устойчивая межа наступает в июле (продолжительность в среднем три месяца). Замерзает в начале декабря. Расход воды за 44 км от устья наибольший 659 м³/с (1932), наименьший 0,44 м³/с (1935).
Долина невыразительная, местами сливается с прилегающей местностью. Пойма двухсторонняя, чередуется по берегам, её ширина от 0,1—0,2 км в верхнем течении до 1—5 км на остальном протяжении. Русло свободно меандрирует, извилистое, в нижнем течении сильно извилистое, изредка встречаются низкие песчаные острова, его ширина 10—15 м, ближе к устью местами до 60 м.
Основные притоки — Рудница, Плотница, Лохница, Свидовец, Гуристая (правые); Нерасна, Литоша, Выгоща, Коростинка (левые).

## Топоним
Название реки Уборть (лат. Hubort) впервые упоминается в 1412 году. На некоторых картах XVII—XVIII веков обозначалась как «р. Олевская» (пол. Olewsko), исток которой напоминает Уборть, а устье — Ствигу. Белорусский исследователь В. А. Жучкевич считал, что это славянский топоним, созданный по типу ландшафтных терминов «уборок», «прибор» — местность возле боров.
Есть и такое толкование. Некогда на деревьях вешали ульи-борти и пчёлы собирали мёд, который потом доставали хозяева ульев, бортники. Тот, кто плыл по реке и видел эти улья, называл её «У бортей», которое позже трансформировалось в слово «Уборть».
Польский этнограф Казимир Мошинский считал менее вероятным сближение с древнеславянскими борть — дупло, уборть — колодка, приготовленная для медосбора.

## История
Князь Масальский, епископ Виленский, который владел огромными поместьями по р. Уборти, приступил к очистке реки за свой счёт, с целью сделать её сплавной, и в 1789 году, построенные в его имении суда, нагруженные значительной партией поташу, впервые прошли этой рекой и потом Припятью, до Мухавецкого канала.